# Kollasmosoma sentum

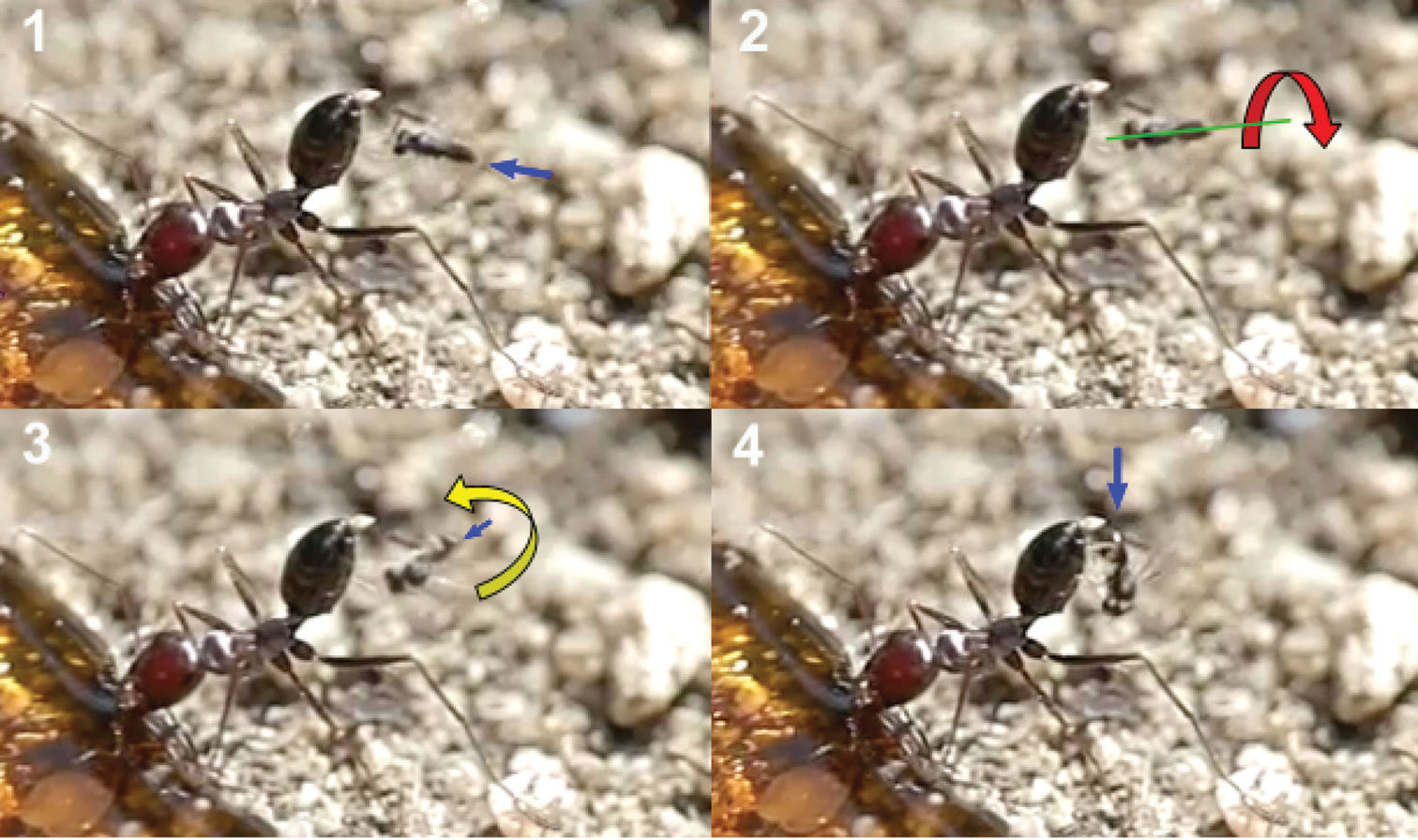
Ablauf der Eiablage bei Ameise mit Metasoma in vertikaler Ausrichtung zum Untergrund.

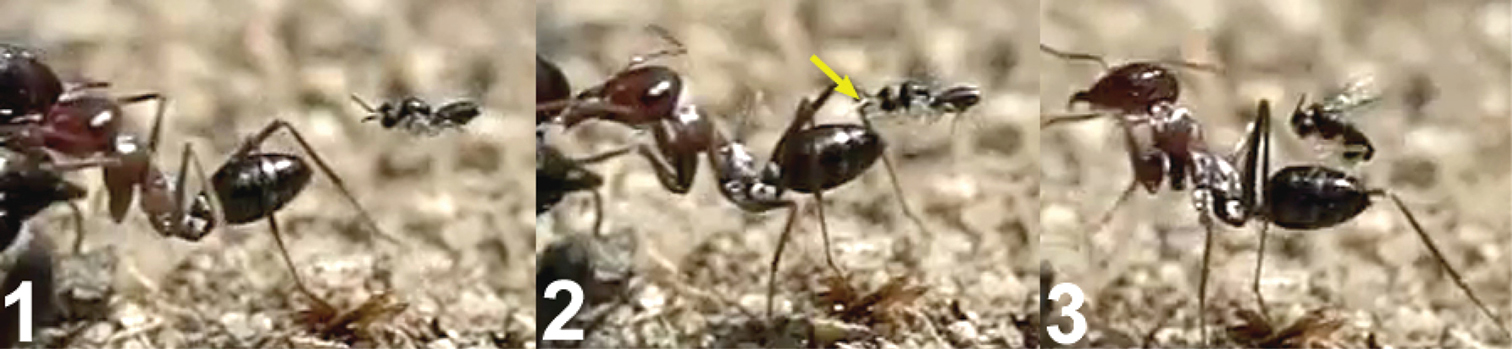
Ablauf der Eiablage bei Ameise mit Metasoma in horizontaler Ausrichtung zum Untergrund.

Kollasmosoma sentum ist ein Hautflügler aus der Familie der Brackwespen (Braconidae). Das Artepitheton „sentum“ (lat. für „dornig, stachelig“) leitet sich vom einzigartigen dornförmigen Stachel am fünften Sternit der Weibchen ab. Die Art parasitiert Ameisen und vollführt bei ihrer Eiablage in das Metasoma der Ameisen nicht nur einen beachtenswerten Bewegungsablauf, mit der Durchschnittlichen Dauer von lediglich 0,052 Sekunden vom Beginn bis zum Ende der Eiablage ist dieser auch außerordentlich kurz.

## Merkmale
Die Tiere werden 1,8 bis 2,1 Millimeter lang und haben eine Vorderflügellänge von 1,1 bis 1,4 Millimetern. Sie sind schwarz gefärbt, das Gesicht, die Stirnplatte (Clypeus), das Labrum, der Malarraum (Bereich zwischen den Facettenaugen und der Mandibelbasis), die Frons (antero-lateral und medial), die Palpen, das Propleuron, die Tegulae, der basale Bereich der Flügel und die vorderen und mittleren Beine sind jedoch weiß gefärbt. Der Scapus und Pedicellus der Fühler, sowie die Tarsen der Hinterbeine sind elfenbeinfärbig, wobei die Tarsen dorsal verdunkelt sind. Die Seiten des Pronotums haben seitlich einen braunen Fleck, bei manchen Individuen kann das Pronotum an den Seiten auch ausgedehnt braun gefärbt sein. Die Adern der nahezu transparenten Flügel sind braun, die restlichen Fühlerglieder, große Teile der Humeralplatte, die Seiten des Mesosomas, das Parastigma und das Pterostigma sind ausgedehnt dunkelbraun gefärbt. Das Mesosoma ist etwa 10 % länger als hoch. Beim Metasoma ist das erste Tergit 0,6 Mal so lang, wie am Apex (vorne) hoch. Es ist basal und mittig flach und seine körnige Oberfläche hat einen seidenen glanz. Weibchen haben immer 12 Fühlerglieder.
Man kann die Art anhand folgender Merkmale von den anderen Arten der Gattung Kollasmosoma unterscheiden: Der äußere Dorn der Schienen (Tibien) der Hinterbeine ist bei den Weibchen normal gebaut und apikal zugespitzt; das fünfte Sternit am Metasoma trägt bei den Weibchen apikal einen Dorn; das Gesicht ist stark konvex; die Facettenaugen sind etwa 3,6 Mal höher als die seitlich betrachteten Schläfen; die dorsale Seite des Propodeums ist kürzer als das Metanotum; der Pedicellus ist bei den Weibchen deutlich hervortretend und die Tarsen der Vorderbeine sind bei den Weibchen 1,9 Mal so lang wie die Tarsen der mittleren Beine.

## Vorkommen
Das erste Männchen von Kollasmosoma sentum fing man im Mai 2009 in Órgiva, in der Provinz Granada in Spanien. Den weiblichen Holotyp hat man im August 2010 in Madrid, am Gelände des Instituto Nacional de Investigación y Tecnología Agraria y Alimentaria (INIA) an der Nationalstraße Carretera de La Coruña gefunden, als man sie dabei beobachtete, wie sie Arbeiterinnen von Cataglyphis ibericus folgte. Weitere sieben Weibchen fing man im September 2010.

## Lebensweise
Bisher ist die Lebensweise der Hautflügler aus der Gattung Kollasmosoma nur von wenigen einzelnen Beobachtungen bekannt. Die Lebensweise von Kollasmosoma sentum ist bisher nur von den Sichtungen von Weibchen an einem Nest von Cataglyphis ibericus am Gelände des INIA in Madrid bekannt. Ein bis drei Wespen erschienen innerhalb von drei Wochen jeweils täglich zwischen 12.00 und 15.30 Uhr am Nest, wenn die Temperaturen mit ungefähr 35 °C am höchsten waren. Sie blieben zwischen 30 und 90 Minuten und flogen über den Nesteingängen oder suchten Arbeiterinnen der Ameisen in der näheren Umgebung. Angriffe der Wespen erfolgten in der Regel dann, wenn die ansonsten flinken Ameisen die für die Gattung Cataglyphis typischen kurzen Stopps während der Fortbewegung einlegten. Die Wespen flogen extrem schnell, etwa einen Zentimeter über dem Boden. Die Angriffe der Wespen wurden von den Ameisen häufig rasch erkannt, wobei sie versuchten, mit aggressiven Bewegungen und geöffneten Mandibeln, oder beim Anflug von hinten, mit abgestreckten hinteren oder mittleren Beinen die Wespe zu treffen, um sie abzuwehren. Dieses Verhalten wurde häufig beobachtet und konnte manchmal auch erfolgreich die Parasitierung durch die Wespe verhindern. 
Die Wespen versuchen den Ameisen bei einem Angriff von hinten sowohl auf der ventralen als auch dorsalen Seite des Metasomas, seltener in dessen Apex, ihr Ei einzustechen. Von einer Beobachtung ist die Ablage auch in den Kopf einer Ameise dokumentiert. Da der Ovipositor durch die Wespen entsprechend der Längsachse des Metasomas eingeführt wird, ist davon auszugehen, dass die Wespen versuchen, dabei eine der Intersegmentalhäute zu treffen. Zum Erreichen dieses Ziels sind zwei Strategien der Wespen dokumentiert, die von der Flugrichtung des Angriffs und dem Grad der Neigung des Matasomas der Ameisen abhängt. Steht das Metasoma der Ameise (weitgehend) horizontal zum Untergrund, verfolgt die Wespe die Ameise und fliegt sie von hinten in Richtung ihrer Längsachse an. Sie streckt dabei ihre Vorderbeine nach vorne und berührt schließlich das Metasoma der Ameise mit ihren Tarsen auf der Dorsalseite. Durch diesen Griff schnellt die Wespe über das Metasoma der Ameise, setzt dabei ihre mittleren und hinteren Beine darauf ab und faltet ihre Flügel zusammen, bevor sie mit der Eiablage beginnt. Steht das Metasoma hingegen vertikal bzw. in einem Winkel von mehr als ca. 45° zum Untergrund, fliegt sie die Ameise zwar ebenso von hinten an, wobei sie dabei auch von der Längsachse der Ameise abweicht, greift mit ihren vorderen Tibien aber nach der Ventralseite des Matasomas der Ameise. Danach vollführt sie zwei Drehbewegungen, die abhängig von der Flugrichtung der Wespe und der Neigung des Metasomas der Ameise variieren. Wenn sich die Wespe im horizontalen Flug einem in die Höhe gestreckten Metasoma nähert, vollführt sie bei der Eiablage eine Pirouette. Nachdem sie das Metasoma mit den Vordertarsen berührt hat und sich damit senkrecht dazu befindet, beginnt sie mit einer Drehbewegung um 180° in ihrer Längsachse und dreht sich gleichzeitig in vertikaler Richtung, um sich dem Metasoma zu nähern. Durch diese doppelte Drehbewegung dreht sich die Wespe nach unten und kann den Ovipositor entsprechend der Längsrichtung des Metasomas der Ameise einstechen. Während des gesamten Vorgangs bleibt die Berührung der Vordertarsen mit dem Metasoma aufrecht. Um bei der Drehbewegung nicht den Kontakt zu verlieren, müssen die Tarsen etwas voneinander getrennt, ein Glied über dem anderen positioniert werden. Wenn das rechte Tarsenglied oberhalb des linken liegt, dreht sich die Wespe gegen den Uhrzeigersinn, ansonsten umgekehrt. Dadurch zeigt sich, dass die Platzierung der Tarsen in Längsrichtung des Metasomas die Drehbewegung unterstützt.
Das Einstechen des Ovipositors erfolgt immer nach dem gleichen Schema. Die Wespe greift das Metasoma der Ameise mit allen drei Beinpaaren und faltet ihre Flügel zusammen. Unmittelbar danach bewegt sich die Wespe sukzessive nach hinten, um ihren Körper senkrecht zum Metasoma der Ameise zu bewegen. Dabei verbleibt die Spitze ihres Metasomas über dem Metasoma der Ameise. Bei Lage des Metasomas der Ameise horizontal zum Untergrund, bewegt sich der Körper der Wespe nach hinten und richtet sich in vertikale Richtung. Bevor die Vertikale erreicht wird, bewegt sich die Spitze des Metasomas der Wespe nach unten, wobei vermutlich dabei die Eiablage stattfindet. Bei der Lage des Metasomas der Ameise vertikal zum Untergrund drückt die Wespe die Spitze ihres Metasomas auf das Metasoma der Ameise, bis sich die beiden Körperteile berühren. Die Wespe lehnt sich dabei weiter nach hinten, etwas über die Vertikale hinaus und fliegt schließlich nach hinten weg. Der Dorn am fünften Sternum dient vielleicht bei der extrem rasch verlaufenden Eiablage dazu, die Position der Wespe zu stabilisieren und die Bewegungen des Metasomas der Wespe zu Unterstützen.
Der gesamte Ablauf der Eiablage vom Berühren der Ameise, bis zur Ablage des Eis und dem anschließenden Wegflug ist außerordentlich kurz und dauert im Durchschnitt 0,052 Sekunden.

## Belege